# Guglielmo Marconi

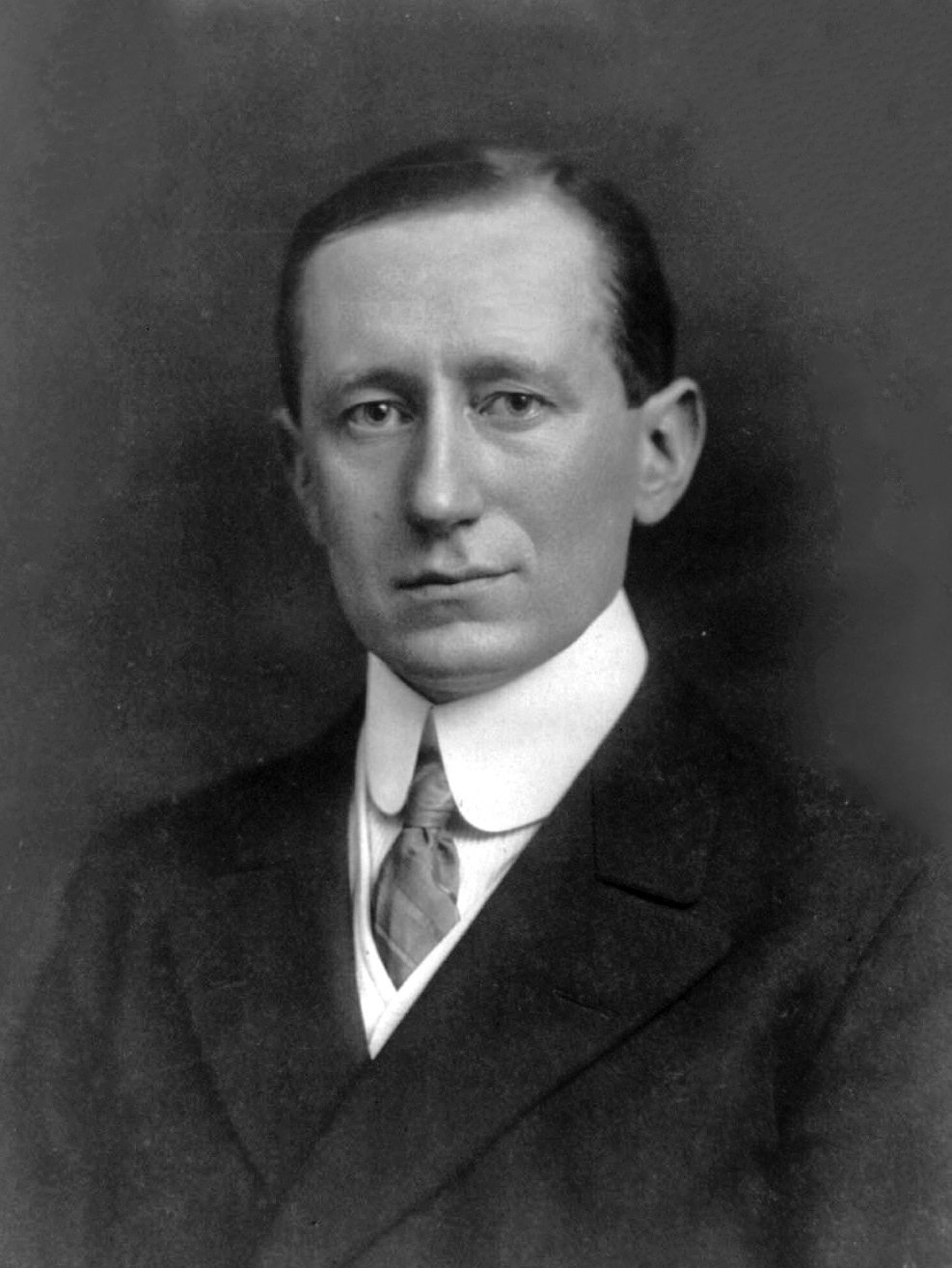
Guglielmo Marconi (um 1907)

Guglielmo Marconi ([ɡuʎˈʎɛlmo marˈkoːni]), seit 1924 1. Marchese von Marconi (* 25. April 1874 in Bologna; † 20. Juli 1937 in Rom), war ein italienischer Radio- und Amateurfunk-Pionier sowie Unternehmensgründer der Wireless Telegraph & Signal Company, die später zur Marconi Company wurde. Im Jahr 1909 bekam er für seine praktischen Arbeiten im Bereich der Funktelegrafie gemeinsam mit Ferdinand Braun, der die theoretischen Grundlagen dazu erarbeitete, den Nobelpreis für Physik. Marconi gilt als Mitläufer des italienischen Faschismus.

## Leben

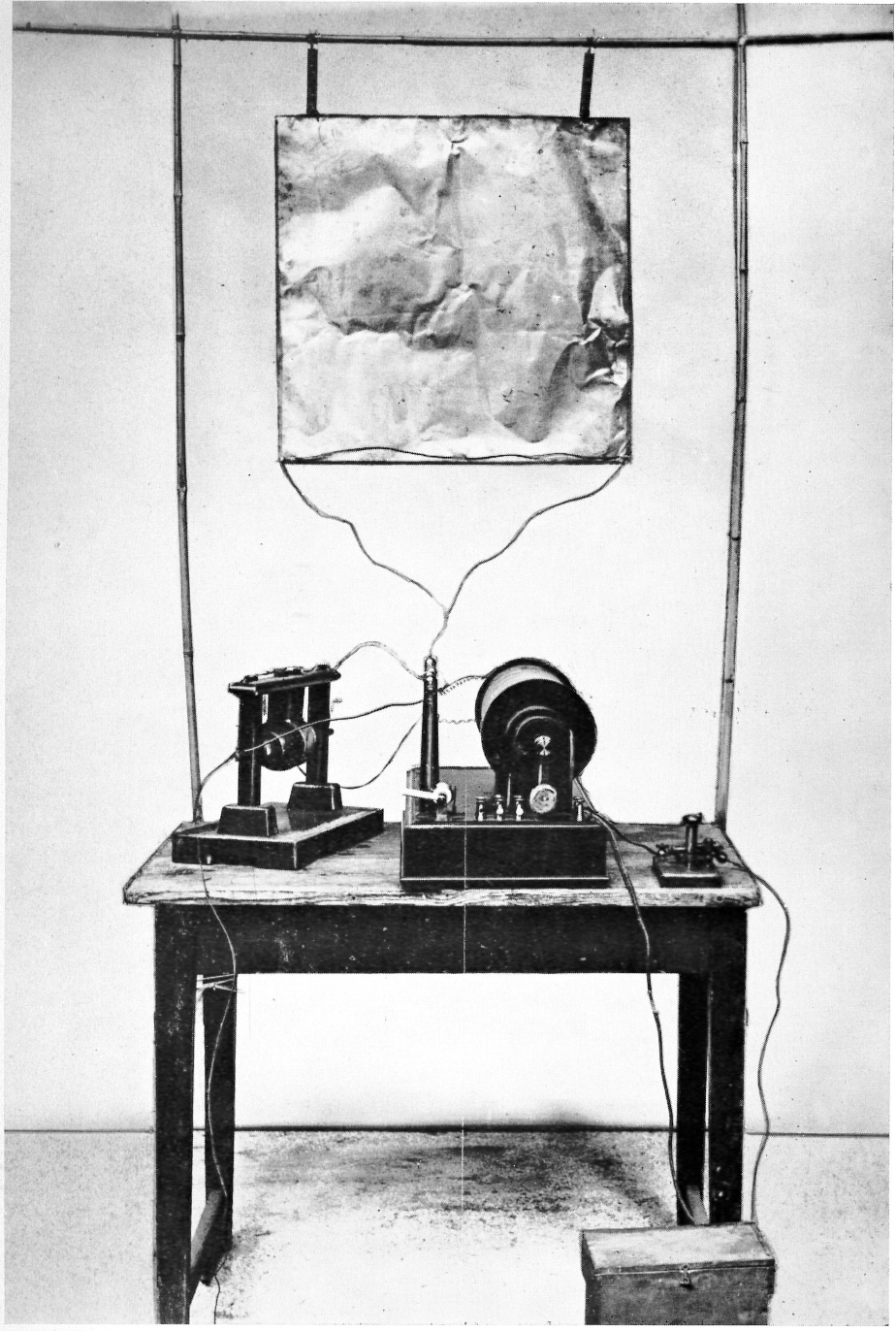
Einer der ersten Sender Marconis. Die obere Metallplatte dient als Antenne.

Guglielmo Marconi wurde als zweiter Sohn des italienischen adeligen Landbesitzers Giuseppe Marconi und dessen irischer Frau Annie Jameson, Enkelin von John Jameson, dem Gründer der Whiskeybrennereien Jameson & Sons, als Guglielmo Giovanni Maria Marconi geboren. Zusammen mit seinem älteren Bruder Alfonso verbrachte er gemeinsam mit seiner Mutter die frühen Kinderjahre von 1879 bis 1881 in der englischen Stadt Bedford auf einer Privatschule, kehrte dann wieder mit seiner Familie nach Italien zurück und ging bis zum Alter von 14 in Florenz, danach für zwei Jahre in Livorno, zur Schule, wo er auch zusätzlich Privatunterricht in Naturwissenschaften von Vincenzo Rosa erhielt. Im Sommer 1892 besuchte er außerordentlich einige Vorlesungen bei Augusto Righi und Bernardo Dessau an der Universität Bologna, erreichte aber nie die Hochschulreife und Zulassung für ein reguläres Studium an der Universität oder der Militärakademie. Der wesentliche Zeitraum für seine bedeutenden Arbeiten fiel in die Zeit von 1894 bis knapp nach der Jahrhundertwende. Im Jahre 1909 erhielt er den Nobelpreis für Physik.
Am 16. März 1905 heiratete Marconi Beatrice O’Brien, Tochter des 14. Baron von Inchiquin. Aus der Ehe stammen drei Kinder, die Töchter Degna und Gioia und der Sohn Giulio. Die Ehe wurde 1924 geschieden und 1927 für nichtig erklärt, womit Marconi wieder heiraten konnte. In zweiter Ehe heiratete er am 16. Juni 1927 Maria Cristina Bezzi Scali, 1930 wurde die Tochter Maria Elettra Elena Anna geboren. Marconi war bei seiner zweiten Heirat 53 Jahre alt und fast doppelt so alt wie seine Frau.
Im Jahre 1923 trat er der italienischen nationalen faschistischen Partei (PFN) bei. 1924 wurde Marconi auf Vorschlag der faschistischen Regierung durch König Viktor Emanuel III. geadelt und erhielt den Titel Marchese (deutsch: Markgraf). Im Jahr 1928 wurde er Präsident des italienischen Nationalrates für Wissenschaften, 1930 nach Vorschlag von Benito Mussolini Präsident der Accademia Nazionale dei Lincei (Königlich Italienischen Akademie der Wissenschaften), was ihn gleichzeitig zu einem Mitglied im großen faschistischen Rat machte. 1931 wurde er Mitglied der Päpstlichen Akademie der Wissenschaften. Da Marconi allerdings gegen die Parteilinie eine Allianz mit England befürwortete, kam es immer wieder zu Spannungen. 1932 wurde Marconi Mitglied der National Academy of Sciences der USA.
Am 19. Juli 1937 erlitt Marconi in Rom einen Schlaganfall, dem er am Folgetag erlag. Mit einem Staatsakt wurde er zunächst dort beigesetzt und nach der Fertigstellung eines Mausoleums am Familienstammsitz in der Villa Griffone in Pontecchio nahe Bologna im Oktober 1941 dorthin überführt. Marconi wurde in seiner Heimat überaus verehrt, seine größten wirtschaftlichen Erfolge erlangte er jedoch in England, wo sich auch die meisten originalen Dokumente und Gegenstände befinden.

## Werk

### Anfangszeit

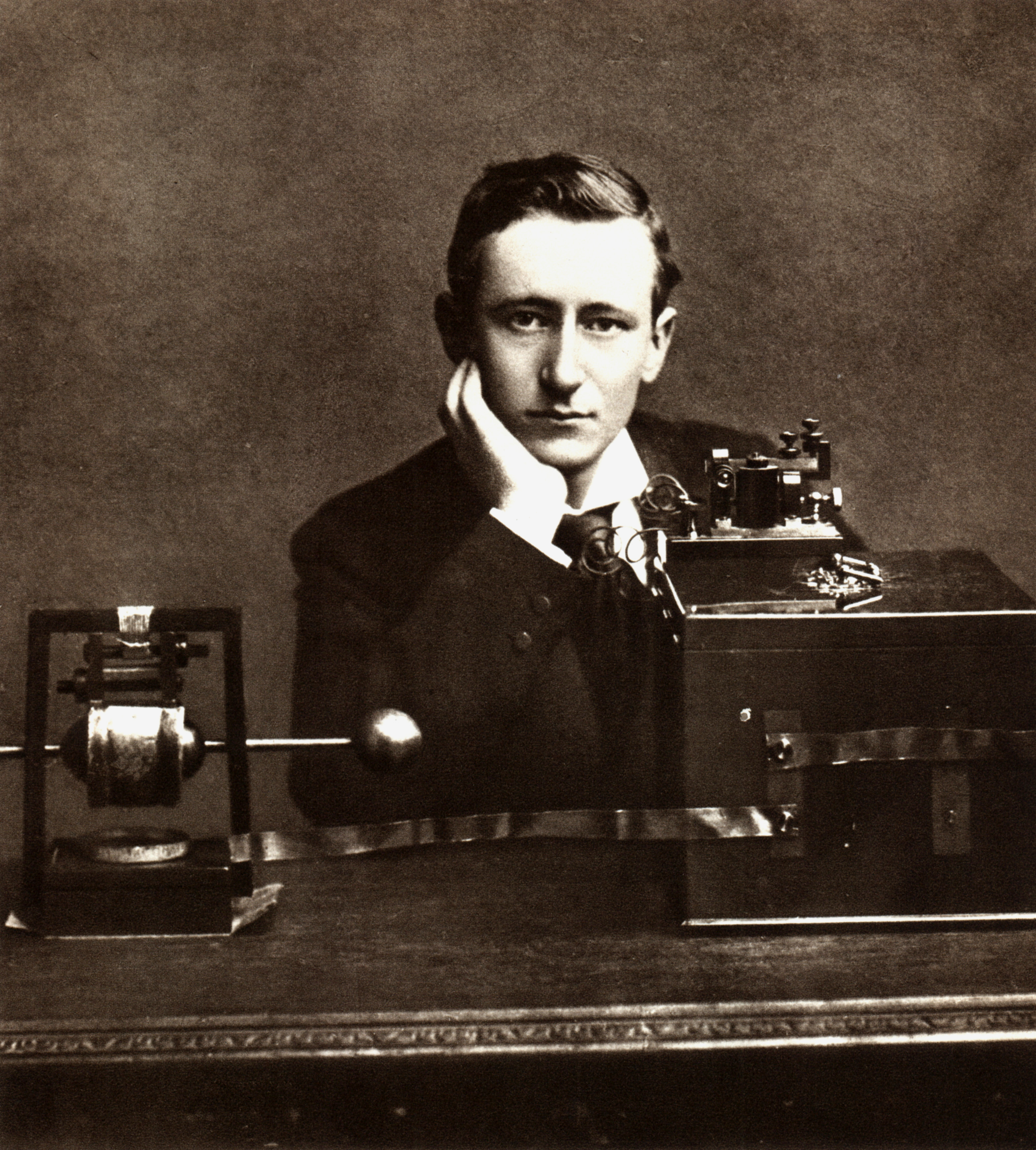
Marconi mit seiner Sender- und Empfangseinheit (1896)

Im Jahr 1894, im Alter von 20 Jahren, beschäftigte er sich zunächst mit den theoretischen Arbeiten von Heinrich Hertz, um im Jahr 1895 mit ersten praktischen Experimenten zu den sogenannten Hertzschen Wellen, einer frühen Bezeichnung für elektromagnetische Wellen, zu beginnen. Die Experimente führte er zunächst am Familiensitz in der Villa Griffone aus und konnte mit ersten Experimentalaufbauten Distanzen von ca. zwei Kilometer drahtlos überbrücken. Als Sender verwendete er Knallfunkensender, modifizierte die Aufbauten in verschiedenen Details und probierte in Versuchen verschiedene Verbesserungen aus.
1896 baute Marconi ein „Gerät zur Aufspürung und Registrierung elektrischer Schwingungen“. Die Detektion der Hochfrequenzschwingungen basierte damals auf dem sogenannten Kohärer, welcher Metallfeilspäne in einem dünnen Glasröhrchen enthält. Durch die empfangene Hochfrequenzschwingung ändert sich der elektrische Widerstand der Anordnung, wobei verschiedene Parameter wie die Korngröße und die Legierung der verwendeten Metallspäne wesentlichen Einfluss auf die Funktion haben. Verschiedene Typen von Kohärern wurden bereits zuvor 1890 von Édouard Branly und unabhängig davon 1893 von Alexander Stepanowitsch Popow eingesetzt. Popow benutzte den Kohärer allerdings nicht für den Nachrichtenempfang, sondern zur Detektion von Blitzentladungen.

### Sendeversuche in England

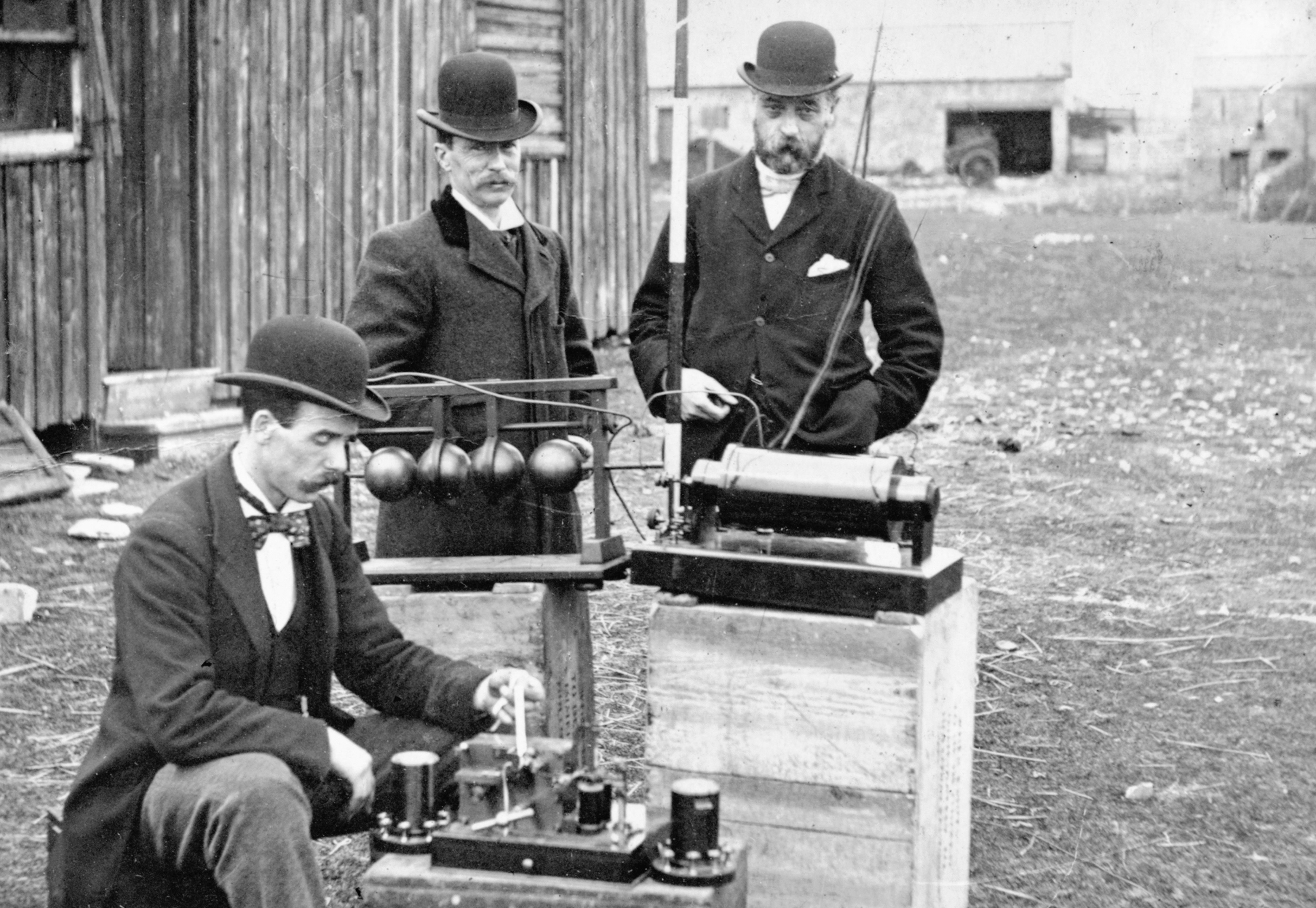
Sendeversuch mit einem Sender Marconis über den Bristolkanal (Mai 1897)

Anfang 1896 waren seine Experimente an Sender- und Empfangseinheit soweit vorangeschritten, dass er ein erstes Patent dafür in Erwägung zog. Über einen Freund der Familie, den damaligen Botschafter von Italien in England, General Ferrero, kam Marconi im Februar 1896 wieder nach London, demonstrierte seine Anordnung und stellte einen ausführlichen Patentantrag Mitte 1896. Über einen weiteren Familienkontakt, seinen Cousin mütterlicherseits Henry Jameson-Davis, wurde Mitte 1896 in London der Kontakt zu William Henry Preece hergestellt, damals Chefingenieur des British General Post Office. Von Marconis System beeindruckt wurde Preece in der Folgezeit ein Unterstützer von Marconi. Im Dezember des gleichen Jahres gab Preece eine Demonstration des Sendesystems von Marconi, wo er behauptete, dass Marconi der Erfinder der drahtlosen Nachrichtenübertragung sei. Dies führte vor allem in akademischen Kreisen und bei Oliver Lodge zu Widerspruch, da wesentliche Beiträge zu Marconis Funksystem auch von Lodge stammen. Lodge hatte es aber versäumt, in früheren Arbeiten und Entdeckungen die entsprechende praktische Bedeutung zu erkennen und die Erfindungen patentrechtlich abzusichern.
Im Mai 1897 wurden auf Intention von Preece vom British Post Office erste Sendeversuche im Bristolkanal von der Insel Flat Holm zum Festland zunächst über eine Distanz von etwa sechs Kilometern unternommen. Nach mehreren Fehlversuchen gelang die Übermittlung der Nachricht let it be so mittels des Knallfunkensenders von Marconi. In unmittelbarer Folge gelang die Übertragung über eine größere Distanz von ca. 15 km. Der als Zeuge bei dem Versuch anwesende Adolf Slaby aus Deutschland schlug dabei für das Verfahren die treffende Bezeichnung spark telegraphy, deutsch Funkentelegrafie, vor, die sich in Folge im Deutschen in Begriffen wie Funktelegrafie, Funkgerät, Funktechnik sowie Funkübertragung für eine drahtlose Nachrichtenübertragung etablierte. Slaby war es danach auch, der Wilhelm II. (Deutsches Reich) die drahtlose Telegrafie vorführte und Morsezeichen über eine Entfernung von 1,6 km sendete. Der italienische Postminister hielt eine entsprechende Vorführung für unwichtig. Ein britischer Minister hingegen erkannte den Wert der Technik sofort.

### Firmengründungen

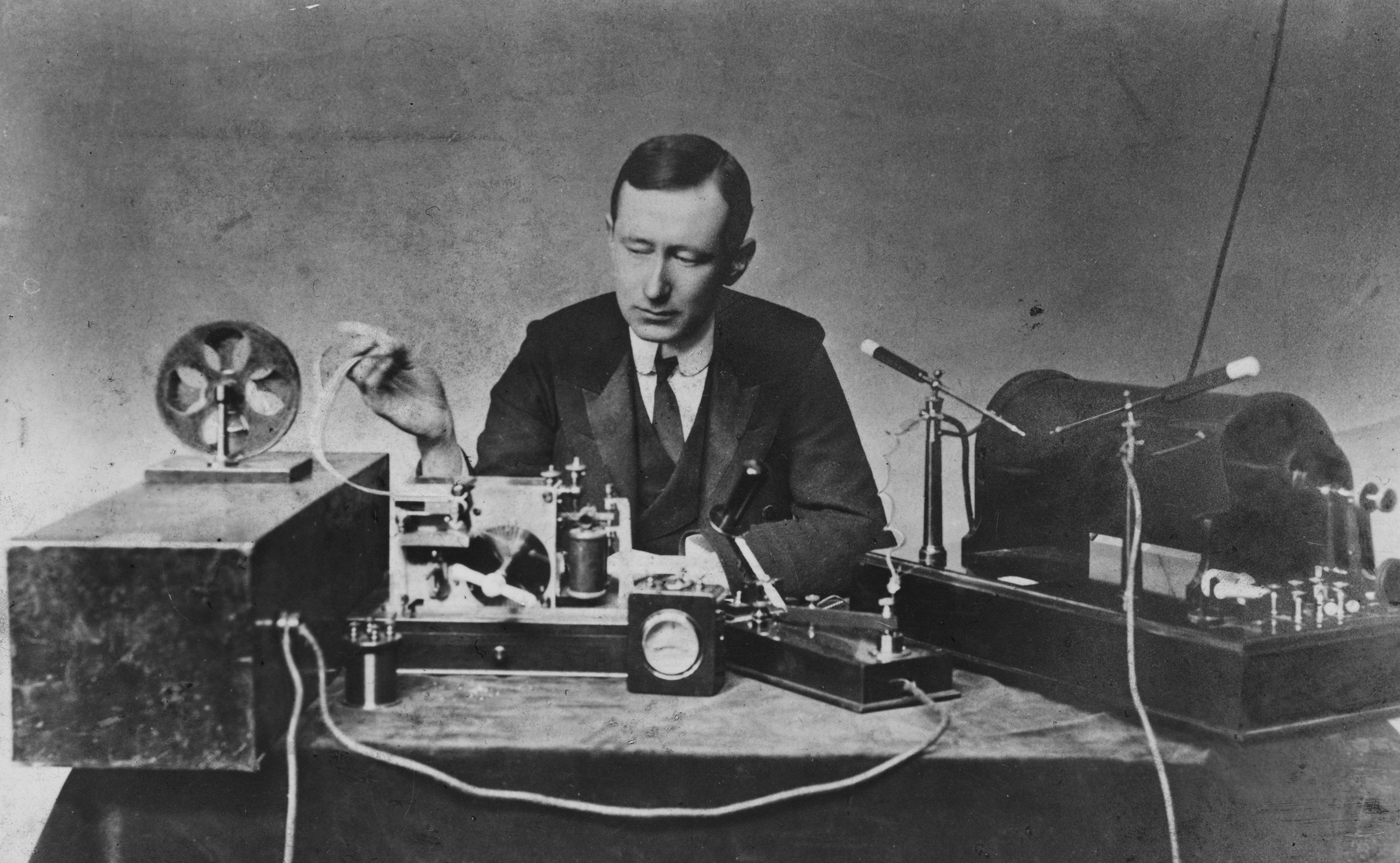
Marconi mit (rechts) Sendeanlage und (links) dazu passendem Empfänger (1901)

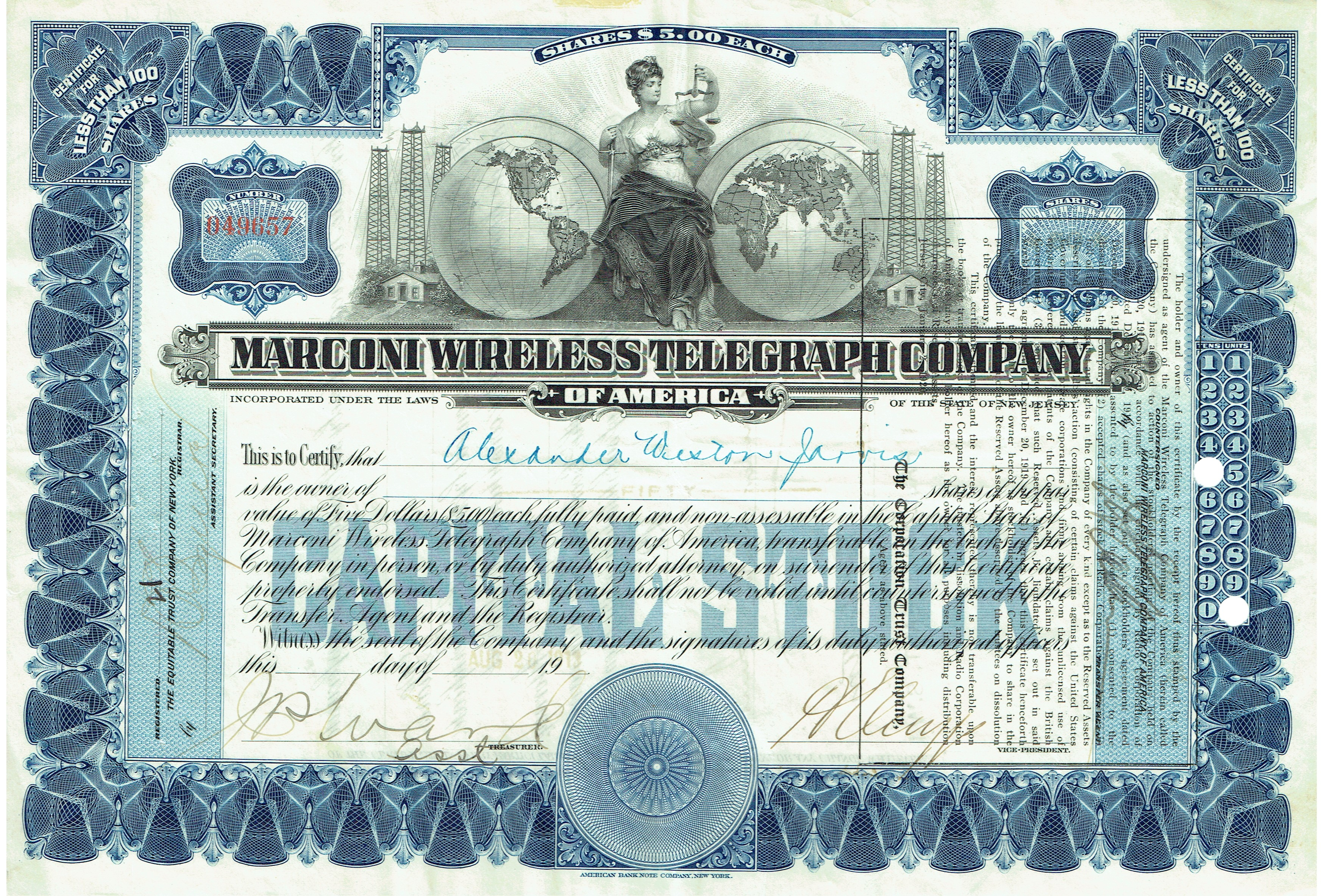
Aktie der Marconi Wireless Telegraph Company of America vom 20. August 1913

Es folgte am 20. Juli 1897 die Firmengründung der Wireless Telegraph and Signal Co. in London. Marconi erhielt dabei wesentliche finanzielle Unterstützung durch seine Familie, und da insbesondere durch seinen Cousin Henry Jameson-Davis: Erster Vorsitzender in der Wireless Telegraph and Signal Co., später umbenannt in Marconi’s Wireless Telegraph Co. Ltd, wurde der Whiskeybrenner Jameson-Davis, sieben der ersten acht Teilhaber an der Firma waren Personen aus der Whiskeybranche aus dem Umfeld von Jameson-Davis. Die Patentrechte wurden in die neu gegründete Firma übertragen, Marconi wurde dadurch finanziell unabhängiger. Die US-amerikanische American Marconi Wireless Corporation wurde einige Jahre später nach den ersten erfolgreichen drahtlosen Verbindungen am 22. November 1899 gegründet und ging 1919 in der Radio Corporation of America (RCA) auf. Ein Jahr später wurde die Marconi International Marine Co. gegründet, die sich mit der Installation und dem Betrieb von Funksendern auf Schiffen beschäftigte, ein für Marconi wesentlicher Geschäftszweig.
Durch die Firmengründung Wireless Telegraph and Signal Co. kam es in den beiden Folgejahren 1898 und 1899 zu einer Reihe von Versuchssendeanlagen, wobei die Reichweite laufend verbessert wurde. So wurde das erste bezahlte Funktelegramm Anfang 1898 von Lord Kelvin von Isle of Wight nach Bournemouth verschickt. Kelvin bestand auf der Bezahlung der Versuchsübertragung. Am 27. März 1899 kam es zur ersten drahtlosen Verbindung über den Ärmelkanal vom South Foreland Lighthouse (Leuchtturm von South Foreland) bei Dover nach Wimereux. Daneben gab es mehrere Installationen auf Schiffen. So wurde 1899 bei britischen Militärmanövern von der Europa über die Juno als Relaisstation eine Distanz von in Summe ca. 150 km überbrückt.
Im Jahr 1900 erreichte Marconi durch eine technische Verbesserung eine weitere Steigerung in der Reichweite und vor allem der Selektivität. Bei bisherigen Sendeanlagen war nur ein Schwingkreis vorhanden, der zugleich Senderkreis und Oszillatorkreis darstellte. Diesem Schwingkreis wurde durch Abstrahlung Energie entzogen, wodurch die so gedämpfte Schwingung rasch zum Ende kam. Wünschenswert ist eine längere Zeitdauer der Oszillation auf möglichst konstanter Frequenz, ausgelöst durch den Knallfunken, dem aber die Notwendigkeit von möglichst effizienter Energieabstrahlung entgegensteht. Durch die Trennung dieser beiden Schwingkreise und durch die nur lose und einstellbare Kopplung zwischen ihnen konnte Marconi eine Steigerung vor allem in der Selektivität und der Reichweite bei sonst etwa gleichem Leistungseinsatz erzielen. Das Verfahren wurde als britisches Patent mit der Nummer 7777 erteilt.

### Transatlantische Funkverbindung

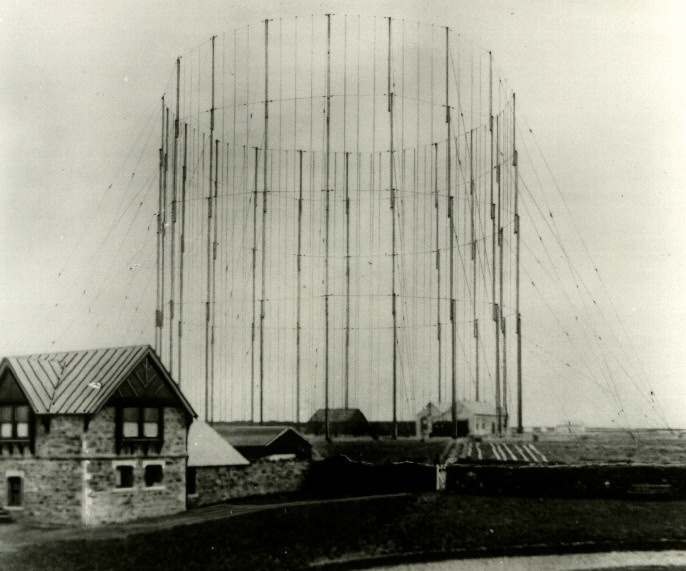
Funkstation auf Poldhu (Cornwall): erste Sendeantenne, die noch vor Inbetriebnahme durch einen Sturm zerstört wurde (1901)

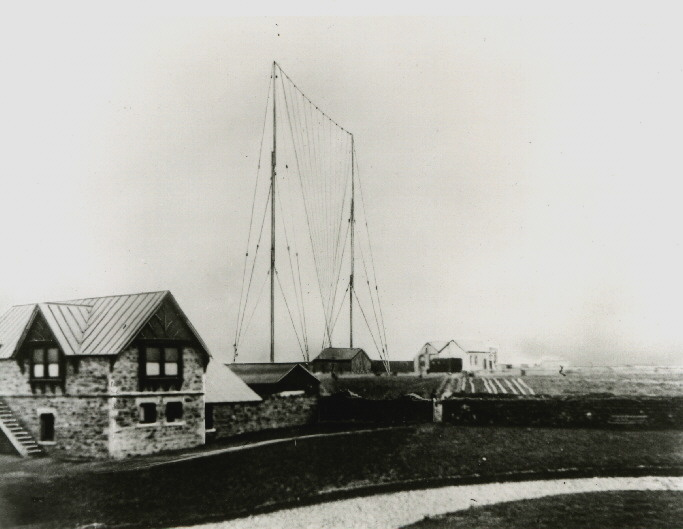
Zweite Sendeantenne, mit der die erste transatlantische Funkverbindung gelang

Auf Poldhu auf der Halbinsel The Lizard in Cornwall wurde Ende 1900 mit dem Bau einer ersten Funkstation begonnen, mit der die erste transatlantische Verbindung durchgeführt werden sollte. Die Sendeanlagen wurden wesentlich von John Ambrose Fleming, zu jener Zeit wissenschaftlicher Berater bei Marconi, geplant. Die auf eine Leistung von ca. 25 kW ausgelegte Sendeanlage wurde von Marconis Firma Wireless Telegraph and Signal Co. finanziert und an der Küste mit freier Sicht nach Westen aufgebaut. Die Arbeiten an der ersten Station wurden im Januar 1901 abgeschlossen. Noch bevor die ersten Sendeversuche stattfinden konnten, kam es witterungsbedingt bei einem Sturm zu einem Einsturz der Antennenkonstruktion. Im gleichen Jahr wurde behelfsmäßig eine zweite Antenne, bestehend aus 60 Einzeldrähten, aufgespannt zwischen zwei 46 m hohen Masten, installiert.
Am 12. Dezember 1901 gelang dann von Poldhu aus der erste, allerdings unbestätigte transatlantische Funkempfang eines nur sehr kurzen Signals, drei Punkte für den Morsecode des Buchstabens S. Die Anlage in St. John’s in Nordamerika konnte nur Nachrichten empfangen. Marconi war bei der Empfangsstation und notierte um die Mittagszeit herum den Empfang in seinem Tagebuch. Es gab aber keine weiteren Zeugen, auch wegen der zu dem Zeitpunkt herrschenden schlechten Wetterlage bei der Station, und spätere Untersuchungen gehen aufgrund der mittäglichen Tageszeit und der Leistung der Sendestation in Poldhu davon aus, dass die drei Klickgeräusche, die Marconi für den Morsecode von dem Buchstaben S hielt, atmosphärische Störungen waren und nicht von Poldhu gesendet worden waren.
Im Jahr 1902 wurden systematische Reichweitentests vom Kriegsschiff USS Philadelphia durchgeführt. Dabei zeigte sich, dass der Empfang in den späten Abend- und Nachtstunden deutlich besser als am späten Vormittag und zur Mittagszeit ist. Die zugrundeliegenden tageszeitabhängigen physikalischen Veränderungen in den Ionosphärenschichten waren damals noch unbekannt und wurden erst rund 25 Jahre später durch Edward Victor Appleton entdeckt. 1902 konnte Marconi die Sendeanlage weiter verbessern und längere und eindeutige Testnachrichten in beiden Richtungen über den Atlantischen Ozean übertragen.
Am 18. Januar 1903 gelang die erste öffentliche transatlantische Kommunikation: Marconi tauschte von der Marconi Wireless Station in Cape Cod, Massachusetts, Grußbotschaften zwischen US-Präsident Theodore Roosevelt und dem König von England Eduard VII. aus. Das System wurde von der Kriegsmarine übernommen. Ab Ende 1903 wurden täglich Funktelegramme zwischen Glace Bay in Nova Scotia und Poldhu in Cornwall über eine Distanz von 3840 km übertragen. Auch von der südwestirischen Mizen-Halbinsel kommunizierte Marconi mit dem vorbeifahrenden Schiffsverkehr auf dem Atlantik. Am 26. Juni 1905 erhielt Island das erste Telegramm seiner Geschichte, noch bevor ein Seekabel verlegt worden war.
Seit 1907 bestand ab dem westirischen Ort Derrygimla bei Clifden ein drahtloser transatlantischer Telegrafendienst für die Öffentlichkeit. Die Sendestation wurde während des Irischen Bürgerkrieges 1922 zerstört. Später beschäftigte Marconi sich mit der Anwendung von Kurz- und Mikrowellen.
Es gelang Marconi, in den Anfangstagen des Seefunkverkehrs fast ein Weltmonopol zu errichten. Gegenspieler waren vor allem deutsche Entwicklungen durch Ferdinand Braun bei Siemens & Halske und Adolf Slaby bei der AEG; ab 1903 auch Telefunken sowie die 1911 gegründete DEBEG.

## Sonstiges
Aufgrund seines Beitrags zur drahtlosen Telegrafie wurde Marconi eine kostenlose Passage für die Jungfernfahrt der Titanic im April 1912 angeboten. Die Titanic war mit einem Marconi-Sender ausgerüstet und konnte deshalb Hilferufe aussenden.  Er hatte jedoch Schriftverkehr zu erledigen und nahm daher drei Tage früher die Lusitania, da es an Bord dieses Schiffs eine Stenografin gab. Drei Jahre später, im April 1915, nahm Marconi an der letzten abgeschlossenen Ozeanüberquerung der Lusitania teil, die auf ihrer folgenden Überfahrt vom deutschen U-Boot U 20 versenkt wurde.
Die Marconi Company war 1922 an der Gründung der British Broadcasting Company (BBC) beteiligt, welche anfänglich in den Räumen der Marconi-Fabrik in London untergebracht war.
Zusammen mit Papst Pius XI. und Giuseppe Gianfranceschi SJ gehörte er zu den Schöpfern von Radio Vatikan, das am 21. September 1930 seinen Betrieb aufnahm. Es handelte sich um den ersten Ultrakurzwellensender (UKW) weltweit.

## Gedenken

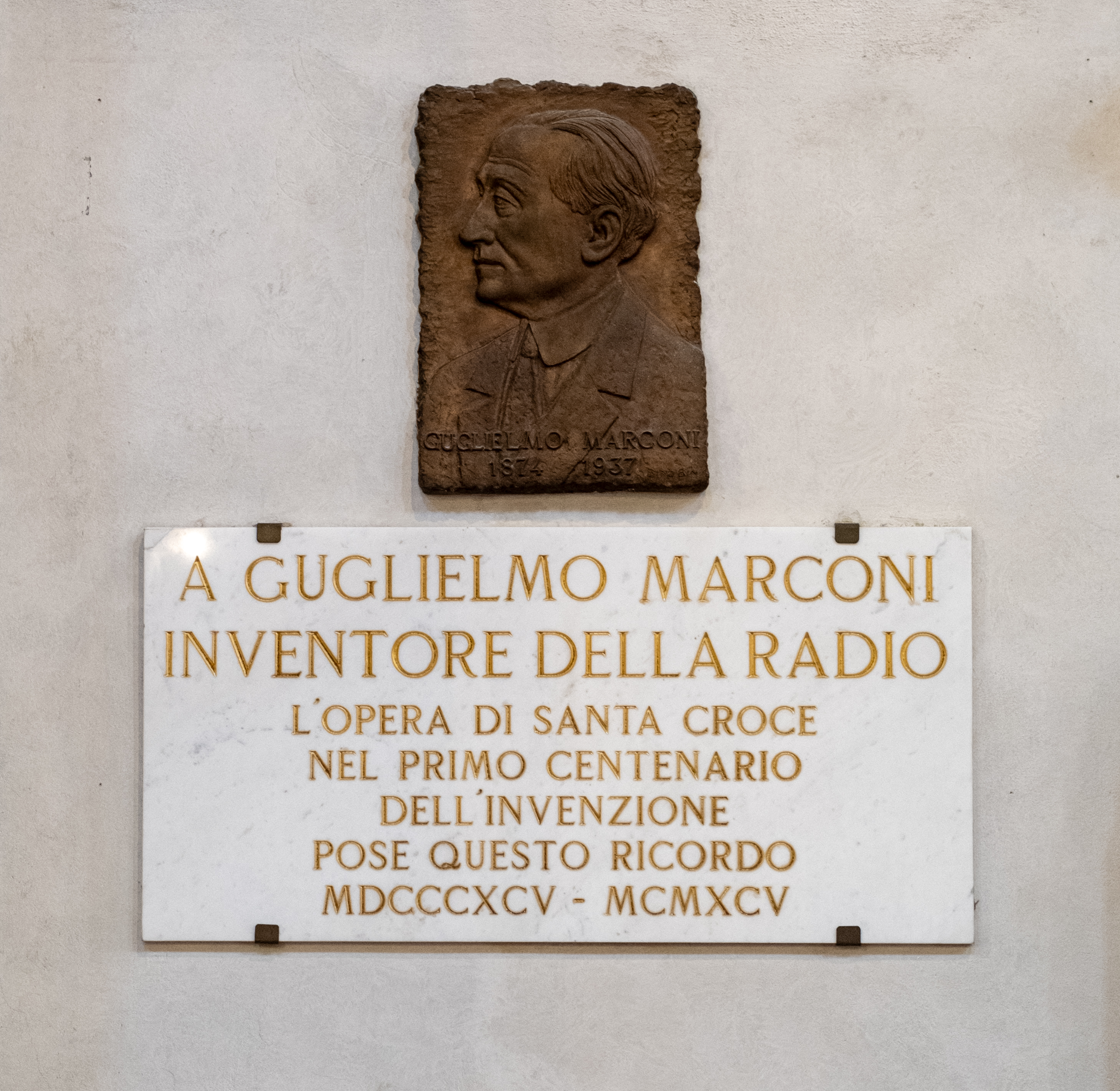
Gedenktafel in der Basilika Santa Croce, Florenz

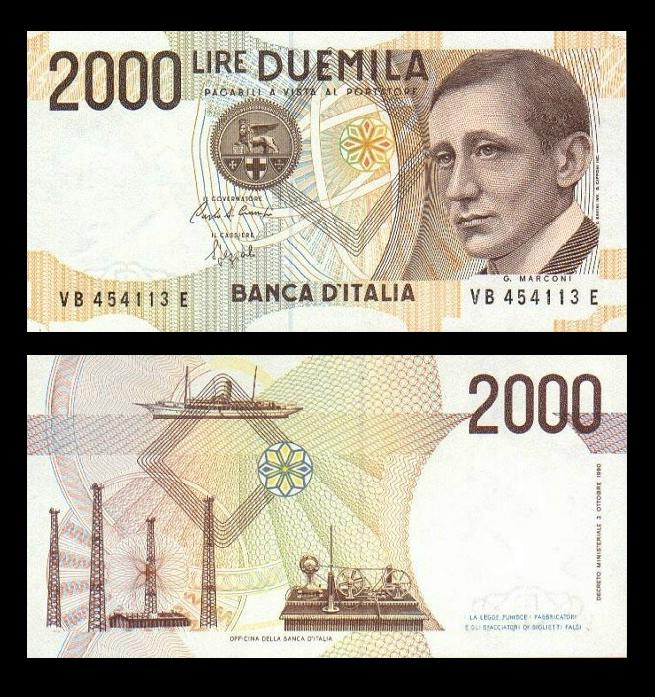
Marconi auf der letzten italienischen 2000-Lire-Banknote

Als Marconi starb, wurde zu seinem Gedenken sämtlicher Funkverkehr weltweit für zwei Minuten ausgesetzt.
Die Gemeinde Sasso Marconi trägt seinen Namen. Rund drei Kilometer nördlich von Sasso Marconi befinden sich die Villa Griffone – das heutige Marconi-Museum – und das Marconi-Mausoleum.
In Würdigung seiner Leistungen ist nach ihm der Asteroid (1332) Marconia und ein Mondkrater auf der Mondrückseite benannt. Ebenso trägt der internationale Flughafen der italienischen Stadt Bologna den Namen Guglielmo Marconi. In Gedenken an ihn wird ein jährlich ausgetragener Amateurfunkwettbewerb Marconi memorial contest genannt. In der italienischen Sprache wird ein Funker als Marconista bezeichnet.
Auch der 1963 in Dienst gestellte italienische Passagierdampfer Guglielmo Marconi war nach ihm benannt.
Marconi wurde auf der letzten italienischen 2000-Lire-Banknote abgebildet, die von der Banca d’Italia zwischen 1990 und 2001 ausgegeben wurde.
Im Steampunk-Genre werden Mobiltelefone meist als Marconiphon bezeichnet.

## Filme
- Pionier der drahtlosen Kommunikation, Film von Axel Engstfeld, 2011[13] bei Terra X
- Thomas Ammann: Meilensteine der frühen Kommunikation. DVD. Drehbuch: Susanne Päch. Kamera: Johannes Kirchlechner. Reihe: P. M. Wissensedition. Meilensteine, 3. o. J. (2007), 60 Min.[14]